# 紀伊山地
紀伊山地（きいさんち）は、紀伊半島のうち中央構造線以南の大半を占める山地。侵食が著しいため、険しい地形がよく発達している。三重県、奈良県、和歌山県にまたがっている。脊梁の方向はおおむね北東-南西に走り、1500m前後の尾根が連なる。最高峰は八経ヶ岳（八剣山）で1915m。
古くは8世紀頃から、聖なる地として中央の人々の関心を集め、古事記や日本書紀に言及が見られる。仏教伝来以後、山岳仏教や、仏教と日本の土着信仰とが癒合して成立した修験道の修行の地として高野山や吉野が成立し、のちに紀伊半島を浄土とみなす信仰として熊野三山を中心とする熊野信仰の霊場ともなり、霊場に至る参詣道が発達した。こうした歴史を背景として、紀伊山地の3つの霊場とそれらに関連する参詣道が、紀伊山地の霊場と参詣道として世界遺産に登録された。

## 地形

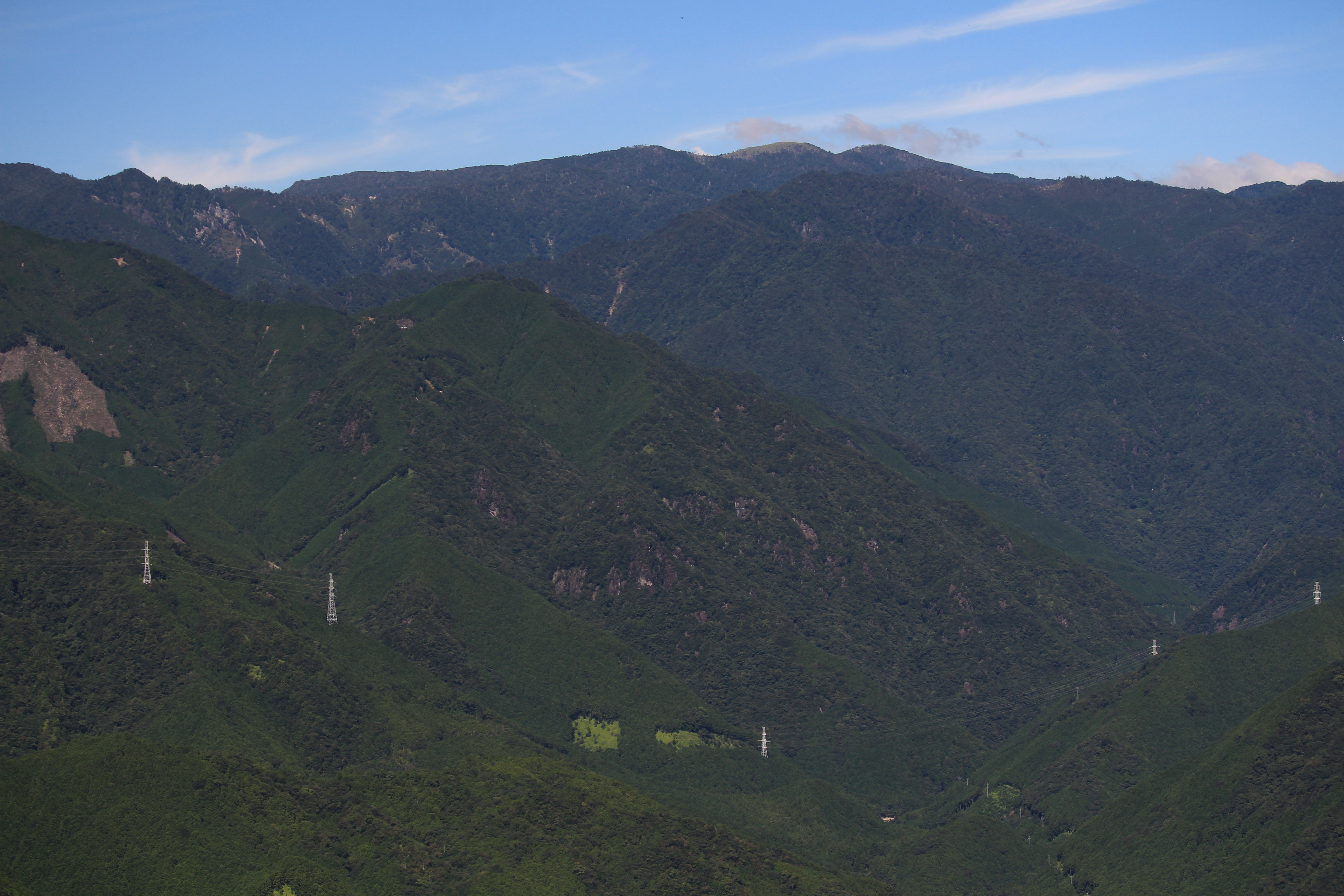
大台ヶ原山を望む

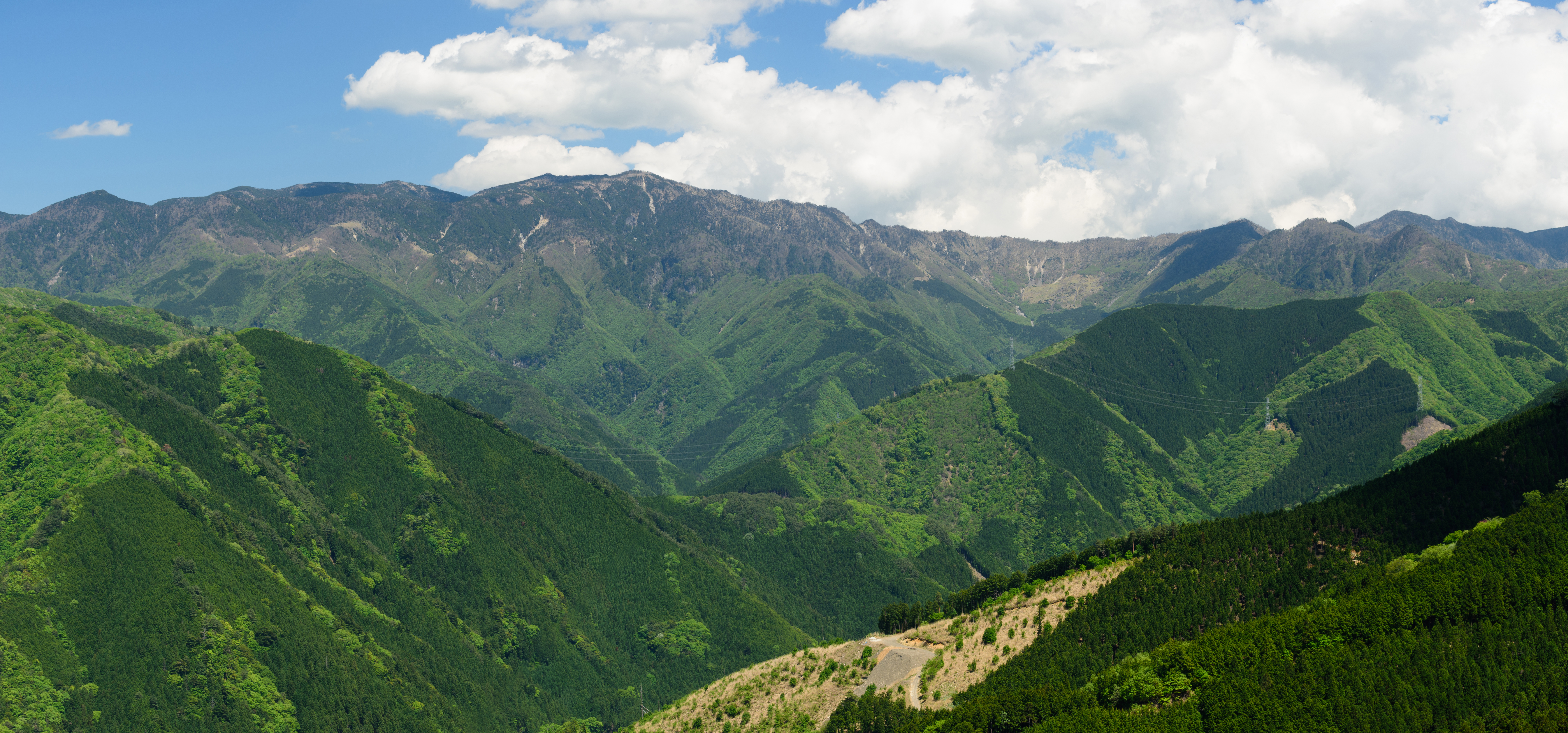
頂仙岳から弥山・八経ヶ岳をへて仏性ヶ岳までを望む

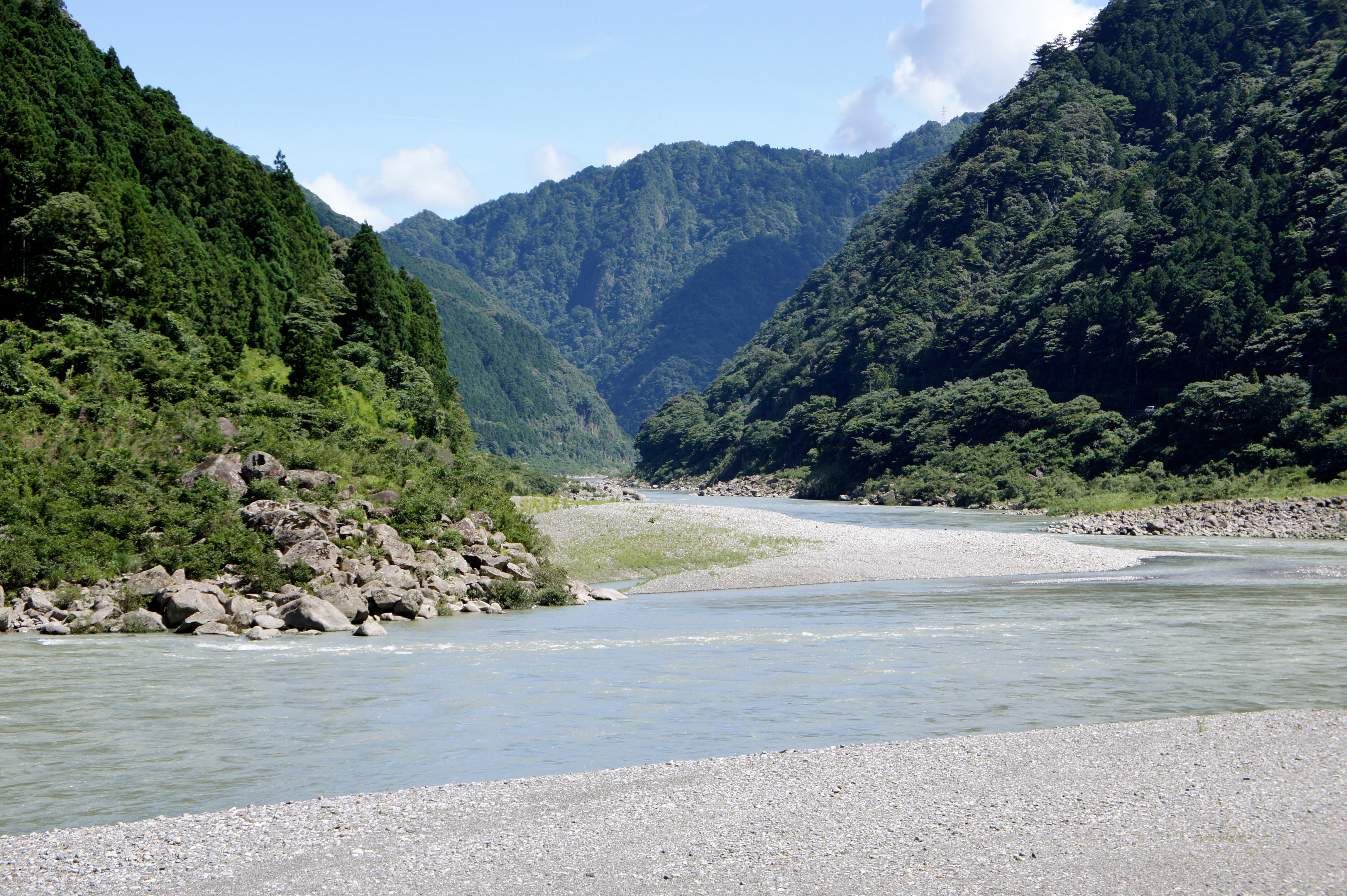
熊野川

紀伊山地は、概観すると中央部が最も高いドーム型の形状を呈しており、典型的な曲隆山地である。活断層はほとんど皆無である。
大地形としては四国山地と同じく西南日本弧の外弧隆起帯に分類される。外弧隆起帯は、フィリピン海プレートが南海トラフにて西南日本弧の乗るユーラシアプレートの下に沈み込む際に、ユーラシアプレートの南端を押し上げられることによって形成されたと考えられている。その後、南西日本弧に東西方向の圧縮応力がはたらき、弧全体が波打つような形状を呈した。外弧隆起帯も、隆起地形と沈降地形が交互に連なる大地形が形成されており、それが紀伊山地 - 紀伊水道 - 四国山地である。
中部山岳地帯ほどではないが、全般的に侵食地形が発達しており、侵食速度は1mm/年以上に達する。山地には険しい斜面が多く見られる。脊梁部は標高1500m - 1900mに及び、主峰としては八経ヶ岳（1915m）、釈迦ヶ岳（1800m）、山上ヶ岳（1719m）などがある。この他、山地東部の主峰に大台ヶ原山（1695m）、山地南部の主峰に大塔山（1122m）などがある。
紀伊山地を流域とする最大の河川は新宮川水系（熊野川）であり、山地中央部の大部分を占める。以下、主な河川を概観すると、山地北部には吉野川水系や宮川水系が、山地西部には有田川水系や日高川水系が、山地南部には日置川水系や古座川水系が、それぞれ流れている。

## 地質

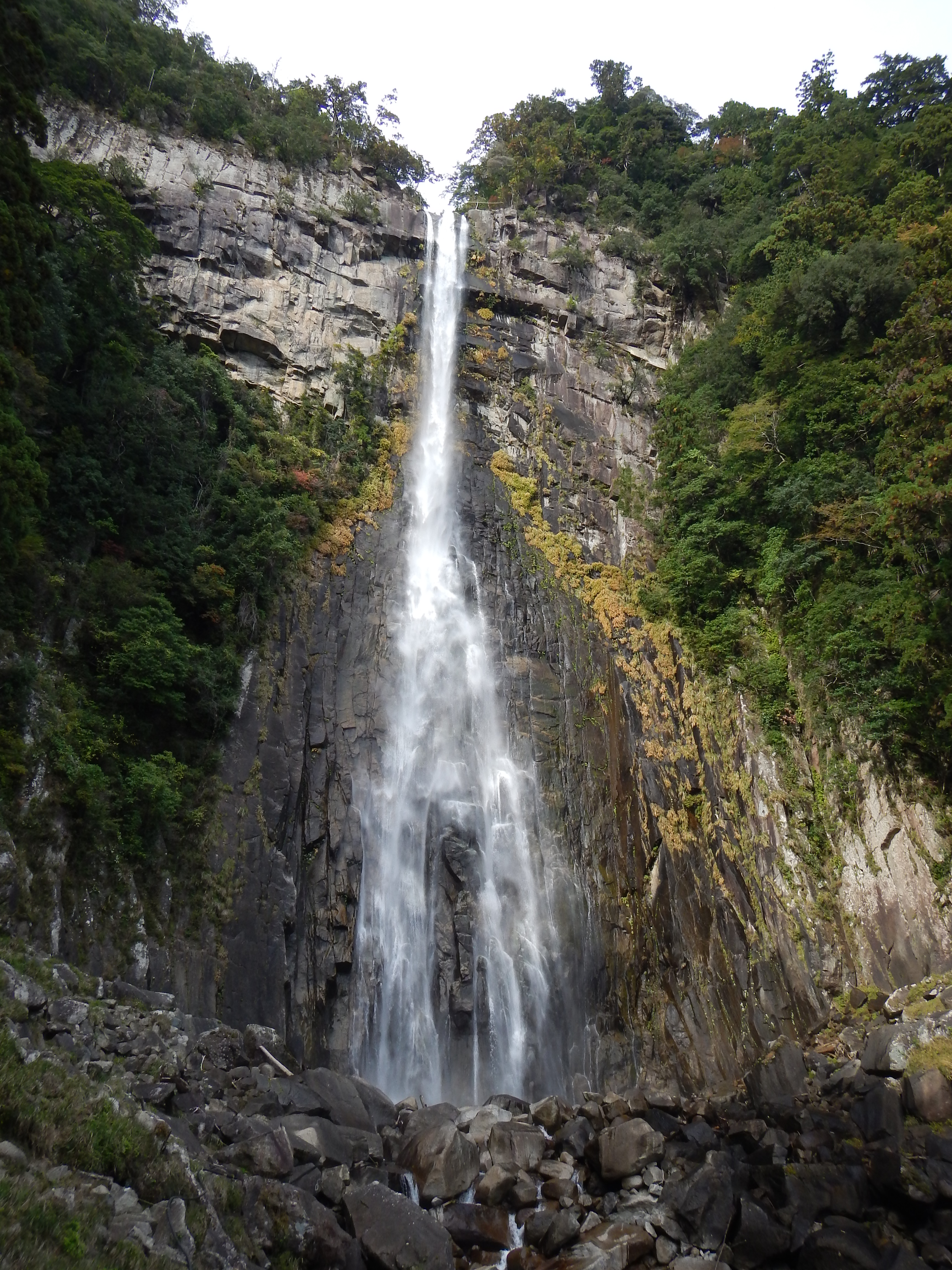
那智滝

紀伊山地は地質で見ると3地域に分けられる。山地のほとんどを占める付加体の地域、付加体層と中新世堆積岩層とが不整合に重なる地域、火山性の酸性岩類からなる地域である。
紀ノ川北岸沿いに走る中央構造線以南には、ほぼ全域にわたって四万十帯が広がる。北西部には三波川帯・秩父帯・黒瀬川帯が帯状に分布し、北東部にも秩父帯が帯状に広がっている。四万十帯は北部に行くほど古い。四万十帯のうち、最北の日高川層群の形成時期は白亜紀であり、その南方の音無川層群・牟婁層群は第三紀層である。以上が付加体の地域である。
牟婁層群の東方の熊野層群と、同じく西方の田辺層群は、中新世堆積岩層と四万十帯とが不整合に重なっている地域である。いずれも牟婁層群よりも新しく、約1400万年前までに形成されたと考えられている。
火山性の酸性岩類は、紀伊山地の東南部を中心に分布している。熊野層群が成立した約1400万年以降の火山活動により作られたのが熊野酸性岩類である。那智滝から熊野灘沿岸にわたって分布しており、特に海岸域では海蝕・風蝕によって独特の奇岩景観を形成している。また、脊梁部付近にも大峰酸性岩類が細長く分布している。

## 歴史
日本列島が形成され始めた頃には既に存在していた。